# Я, Хобо: Времена смерти
«Я, Хобо: Времена смерти» — научно-фантастический роман Сергея Жарковского. Первая и пока единственная опубликованная часть будущей трилогии «Я, Хобо».

## Сюжет
Действие происходит в далёком будущем. По приказу императора Солнечной империи Александра Галактики в космосе от планеты к планете строится Трасса. Этим занимаются люди, называющие себя космачами, — клоны, выращенные специально для работы в космосе. Для космачей переселение на Землю (Солнечная Виза) стоит двадцати пяти лет работы. Пилот Марк Байно по прозвищу Аб (от его лица ведётся повествование) получил назначение на очередной участок Трассы — Дистанцию XIII, к планетам в системе альфы Перстня Короля.
В только что построенную колонию прибывает правительственный инспектор с неясной миссией. Марк Байно, вроде бы случайно оказывающийся в центре событий, выясняет, что дело в таинственных «атрибутах», хранящихся на планете Эдем (Четвёртая альфы Перстня Короля) у Яниса Порохова, которого почему-то называют Судьёй. Ради них и строилась убыточная Трасса, ведущая в «никуда». За атрибутами император послал команду, состоящую из хобо — людей, которые могут жить на любых планетах. Космачи, рождённые и живущие в невесомости, к жизни на поверхности планет не адаптированы. Оказывается, что Марк Байно тоже хобо. Порохов назначает судьёй Марка и отдаёт ему атрибуты: два меча, перстень и печать, обладающие сверхъестественной силой.

## Критика
Критики отмечают, что роман «выламывается из всех мыслимых фантастических форматов». Василий Владимирский назвал роман «интеллектуальной космооперой» и сравнил его с такими романами, как «Гиперион» Дэна Симмонса и «Пламя над бездной» Вернора Винджа. Особенностью романа является неторопливое подробное повествование о необычном мире космачей. Важная часть, с помощью которого автор вводит читателя в этот мир, — профессиональный жаргон космачей. Язык космачей — это не только новые слова и новые значения уже существующих слов, но и новый синтаксис. Дмитрий Володихин отметил, что Сергей Жарковский создал «специальный язык с особыми интонациями, идиомами, блоками инструктивной и технологической информации, естественными вербальными реакциями на экстремальные обстоятельства», «добиваясь максимального эффекта аутентичности от описания космической экспансии землян».
Критик Роман Арбитман назвал «Я, Хобо» лучшим русскоязычным научно-фантастическим-романом 2006 года. А позднее он включил его в список двадцати лучших русских фантастических книг, вышедших в период с 1987 по 2007 год, говоря, что «Я, Хобо» — это «счастливое доказательство того, что текст фантаста даже сегодня, при наличии таланта, может УДИВИТЬ».

## Награды
- 2007 — премия «Открытие себя» (им. Савченко) на ассамблее фантастики «Портал».
- 2007 — премия им. В. Одоевского («За поддержание традиций интеллектуальной фантастики») на конференции Басткон.
- 2007 — премия «Бронзовый Икар» за лучшее художественное произведение.